# Округ Борщёв
Округ Борщёв (нем. Bezirk Borszczów, Борщёвский уезд, пол. Powiat borszczowski) — административная единица коронной земли Королевства Галиции и Лодомерии в составе Австро-Венгрии, существовавшая в 1867—1918 годах. Административный центр — Борщёв.
Площадь округа в 1879 году составляла 7,481 квадратных миль (430,46 км2), а население 87 038 человек. Округ насчитывал 80 поселений, организованные в 72 кадастровых муниципалитета. На территории округа действовало 2 районных суда — в Борщёве и Мельнице.
После Первой мировой войны округ вместе со всей Галицией отошёл к Польше.